# Ayla und der Clan des Bären
Ayla und der Clan des Bären ist ein US-amerikanischer Film des Regisseurs Michael Chapman aus dem Jahr 1986, der auf dem ersten Roman – Ayla und der Clan des Bären (Originaltitel: The Clan of the Cave Bear) – einer sechsbändigen Romanreihe von Jean M. Auel basiert. Der Film startete am 15. Mai 1986 in den deutschen Kinos.

## Handlung
Der Film spielt in Europa vor etwa 35.000 Jahren, der „Neue Mensch“ (Cro-Magnon) beginnt den bis dahin in Europa angestammten Neandertaler zu verdrängen.
In der Geschichte von „Ayla und dem Clan des Bären“ wird das kleine Mädchen Ayla, welches bei einem Erdbeben seine Eltern verliert, von einem Höhlenlöwen angegriffen, vor dem es sich in einer Felsspalte versteckt hat. Das Tier verwundet das Kind mit einer seiner mächtigen Pranken.
Halb verhungert und schwer verletzt wird sie von einem Stamm vorbeiziehender Neandertaler gefunden und von der Medizinfrau Iza und Creb, dem „Mog-ur“ genannten Schamanen, aufgezogen. Die beiden lieben Ayla sehr, allerdings ist und bleibt sie für den Rest des Clans eine ungewollte Außenseiterin und wird besonders von Broud, dem Sohn des Clanführers, brutal angefeindet. Um sie zu schützen, sollte Broud einmal der Clanführer werden, weiht Iza sie in die Geheimnisse der Heilkunst ein, damit Ayla einen geachteten Platz innerhalb des Clans einnehmen kann. Außerdem lehren Iza und Creb sie die Sprache und Sitten des Clans, die ganz anders sind als die ihren, wodurch des Öfteren Probleme entstehen.

## Auszeichnungen
Michael Westmore wurde 1987 für den Oscar in der Kategorie Best Makeup nominiert. Westmore wurde später durch seine Arbeit an diversen Star-Trek-Serien bekannt.

## Kritiken
- „Eindrucksvoller Film über Intelligenzentwicklung und Akkulturation; originell die Neandertaler-Dialoge mit deutschen Untertiteln.“ (Wertung: 3 Sterne = sehr gut) – Adolf Heinzlmeier und Berndt Schulz in Lexikon „Filme im Fernsehen“, 1990[1]

- „Ein Versuch, die steinzeitliche Vergangenheit zu einem emanzipatorischen Plädoyer für die Stärke der Frau zu nutzen. Dabei gelingen dem handwerklich soliden, aber langatmigen Film durchaus einige überzeugende Aussagen über die Entfaltung menschlicher Grundwerte; die Folie, die er dazu benutzt, wird freilich überstrapaziert, so daß die Neandertaler eher bei gruppendynamischen Querelen zusammenhocken als ums Überleben kämpfen.“ – Lexikon des internationalen Films[2]